# Zapadni Gati
Zapadni Gati takođe poznat kao Sahjadri (Blagonaklone planine) planinski je venac koji se prostire paralelno sa zapadnom obalom Indijskog poluostrva, i koji je u potpunosti lociran u Indiji. On je Uneskova lokacija svetske baštine i jedno od osam „najtoplijih vrućih mesta” biološke raznovrsnosti na svetu. Venac se prostire u pravcu od severa ka jugu duž zapadne ivice visoravni Dekan, i razdvaja visoravan od uske priobalne ravni, zvane Konkan, duž Arabijskog mora. Ukupno trideset devet svojstava, uključujući nacionalne parkove, utočišta divljih životinja i šumske rezervate su označeni kao lokacije svetske baštine - dvadeset u Kerali, deset u Karnataki, pet u Tamil Nadu i četiri u Maharaštri.
Lanac započinje u blizini grada Songada u Gudžaratu, južno od Tapti reke, i prostire se približno duž 1600 km kroz države Maharaštra, Goa, Karnataka, Kerala i Tamil Nadu, i završava se kod Maruntuvaz Malaja, u Svamitopu, u blizini južnog vrha Indiје. Ova brda pokrivaju 160000 km² i formiraju zahvatnu oblast za kompleksne rečne drenažne sisteme koji dreniraju skoro oko 40% Indije. Zapadni Goti blokira jugozapadne monsunske vetrove tako da oni ne dosežu do Dekanske visoravni. Prosečna elevacija je oko 1200 m.
Ova oblast je jedna od svetskih deset mesta velike biološke raznovrsnosti i sadrži preko 7.402 vrsta cvetajućih biljaka, 1.814 vrsta necvetajućih biljki, 139 vrsta sisara, 508 vrsti ptica, 179 vrsta vodozemaca, 6.000 vrsta insekata i 290 vrsta slatkovodnih riba; moguće je da u Zapadnom Gatiju postoji znatan broj vrsta koje nisu otkrivene. Najmanje 325 globalno ugroženih vrsta je prisutno u Zapanom Gatiju.

## Etimologija
Naziv Zapadni Gati predstavlja preplet reči gat i kardinalnog pravca u kome se nalazi venac u odnosu na indijsko kopno. Gat, termin koji se koristi na Indijskom potkontinentu, u zavisnosti od konteksta, može se odnositi ili na niz stepenastih brda kao što su Istočni i Zapadni gati, ili na niz stepenica koje vode do vode ili pristaništa. Prema lingvisti Tomasu Barou, reč Ghat je izvedena od sličnih reči koje se koriste u različitim dravidskim jezicima kao što su kattu (planinska strana, greben ili brana) na tamilskom, katte (brana), gatta (planina) i gattu (obala) na kanadskom, i katta (brana), i gatte (obala ili nasip) na telugu. Drevni naziv za planinski venac je Sahjadri, izveden iz sanskrita, što znači dobroćudna ili tolerantna planina.

## Geologija
Zapadni Gati su planinska rasedana i erodirana ivica visoravni Dekan. Geološki dokazi ukazuju da su nastali tokom raspada superkontinenta Gondvane. Nakon raspada, Dekanski plato je formiran od bazaltnih stena, zbog čega se zapadna strana uzdiže na uzvišenje.
Geofizički dokazi ukazuju na to da su planine nastale duž zapadne obale Indije negde u kasnim periodima jure i rane krede kada se Indija odvojila od afričkog kontinenta. Nekoliko raseda je pokrenulo formiranje zapadnih Gata, zatim ispresecanih dolinama i rečnim klisurama. Zbog nadmorske visine Dekanske visoravni na zapadu, većina reka teče od zapada ka istoku, što dovodi do isklesanih istočnih padina i strmih zapadnih padina okrenutih ka moru.

## Geografija
Zapadni Gati se šire od lanca Satpura južno od reke Tapti na severu i protežu se otprilike 1.600 km (990 mi) do južnog vrha Indijskog poluostrva, gde se završavaju na Maruntuvazh Malaju u Svamitopu u okrugu Kanjakumari. Pokrivaju površinu od 160.000 km2 (62.000 sq mi), prelazeći preko indijskih država Gudžarat, Maharaštra, Goa, Karnataka, Kerala i Tamil Nadu.
Planine započinju u severnom delu granice država Gudžarat i Maharaštra (gde ih zovu „Sahjadri planine”), potom je 60% Sahjadrija u državi Karnataka (gde ga zovu gorje Ombatu Guda), te se pružaju južno preko Kerala (Sahja Parvatam) sve do kraja Indije u državi Tamil Nadu (gde ih zovu Nilagiri malaj, tj. „Nilgiri planine”, povezane sa Anajmalaj ili „Slonovom planinom”). Najviši vrh je Anamudi (2695 m) na Anajmalaj planini, koji je ujedno i najviši vrh u Indiji južno od Himalaja.
Sahjadri planine nisu tipične i predstavljaju prilično samostojeći deo visoravni Dekan, a nastale su pre 150 miliona godina tokom raspada superkontinenta Gondvane. Planinski masiv Sahjadri, uglavnom od bazalta, stariji je od Himalaja, te predstavlja geomorfološke odlike izuzetne važnosti s jedinstvenim biofizičkim i ekološkim procesima. Zbog toga je 2012. godine 795.315 ha Sahjadrija upisano na Uneskov spisak mesta svetske baštine u Aziji

### Najviši vrhovi
| Pozicija | Ime          | Visina (m) | Lokacija                             |
| -------- | ------------ | ---------- | ------------------------------------ |
| 01.      | Anamudi      | 2695       | Iduki, Kerala                        |
| 02.      | Misapulimala | 2640       | Iduki, Kerala                        |
| 03.      | Dodabeta     | 2637       | Nilgiris, Tamil Nadu                 |
| 04.      | Kolaribeta   | 2629       | Nacionalni park Mukurti, Tamil Nadu  |
| 05.      | Mukurti      | 2554       | Nacionalni park Mukurthi, Tamil Nadu |
| 06.      | Vandaravu    | 2553       | Nacionalni park Palani, Tamil Nadu   |
| 07.      | Katumalaj    | 2552       | Nacionalni park Eravikulam, Kerala   |
| 08.      | Anginda      | 2383       | Nacionalni park Tiha dolina, Kerala  |
| 09.      | Vavul Mala   | 2339       | Velarimala, Kerala                   |
| 10.      | Kodajkanal   | 2133       | Kodajkanal, Tamil Nadu               |

### Topografija
Zapadni Gati čini gotovo neprekidan lanac planina koji se proteže paralelno sa zapadnom obalom Indije duž Arabijskog mora. Prosečna nadmorska visina je oko 1.200 m (3.900 ft). Postoje tri praznine u planinskom lancu: najsevernija Goa Gap, nastala pre 65–80 miliona godina (Mia), najstarija i najšira Palgat Gap, formirana pre 500 miliona godina, i najužnija, najuža Šenkota Gap. Uska obalska ravnica između Zapadnih Gata i Arabijskog mora poznata je kao Zapadne obalske ravnice.
Planine se grubo mogu podeliti na tri dela: severni deo sa nadmorskom visinom od 900—1.500 m (3.000—4.900 ft), srednji deo koji počinje od juga Goe sa nižom nadmorskom visinom manjom od 900 m (3.000 ft), i južni deo gde visina ponovo raste. Zapadni Gati se sastaju sa Istočnim Gatima kod Nilgirisa pre nego što nastave na jug. Zapadni Gati imaju mnogo vrhova koji se uzdižu iznad 2,000 m (6 ft 6,7 in), pri čemu je Anamudi (2.695 m (8.842 ft)) najviši vrh.

### Hidrografija
Zapadni Gati formiraju jedan od glavnih slivova Indije, napajajući mnoge višegodišnje reke. Ovi glavni rečni sistemi odvode skoro 40% kopnene površine zemlje. Glavni rečni sistemi koji potiču iz Zapadnih Gata su Godavari, Kaveri i Krišna. Većina reka teče na istok prema Bengalskom zalivu zahvaljujući strmijem nagibu koji se kreće od istoka ka zapadu, a mnogi manji potoci odvode region, često noseći veliku količinu vode tokom monsunskih meseci. Potoci i reke stvaraju brojne vodopade u regionu. Reke su pregrađene branama za potrebe hidroelektrana i navodnjavanja, sa velikim akumulacijama širom regiona.

## Klima
Klima Sahjadrija varira u zavisnosti od visine i udaljenosti od ekvatora. U donjim delovima, bliže moru, klima je tropska i vlažna, dok područja na visinama iznad 1500 m na jugu, i 2000 m na severu gorja, imaju više umerenu klimu. Prosečna godišnja temperatura je oko 15 °C, a u nekim delovima je čest mraz i temperature dosežu tačku ledišta tokom zimskih meseci. Najviša temperatura je u rasponu od 20 °C na jugu do 24 °C na severu. Takođe je uočljivo da se najhladnije razdoblje u jugozapadnom Sahjadriju podudara s najvlažnijim. Ovde je prosečna količina padavina oko 3000-4000 mm sa lokalnim krajnostima od 9.000 mm. To je zato što su tokom sezone monsuna (od juna do septembra) teški oblaci sa istoka prisiljeni da ispuste većinu svoje kiše na istočnoj strani (privetrini) Sahjadrija. Zapravo, visokoplaninski šumski ekosistem Sahjadrija predstavlja jedan od najboljih primera monsunskog sistema na svetu i znatno utiče na indijsko vreme generalno.
Zapadni Gati igraju važnu ulogu u određivanju klime i godišnjih doba u Indiji. Tokom sušnih letnjih meseci od aprila do maja, na kopnu se nakuplja toplota koja izvlači vazduh iz mora. Vazduh, koji usput skuplja vlagu i teče na istok od Arabijskog mora, blokiraju zapadni Gati. Vazduh koji se diže hladi i donosi orografske padavine duž zapadne obale. Ovo označava početak sezone monsuna u junu. Kada se vazduh podiže iznad planina, postaje suv, što dovodi do oblasti senki kiše sa vrlo malo padavina na zavetrinskoj strani prema unutrašnjosti visoravni Dekan. Monsunski vetrovi koji zaokružuju poluostrvo i kreću se sa istoka od Bengalskog zaliva prelaze preko istočnih Gata i donose većinu padavina u ravnice na severu.
Klima u planinama pokazuje varijacije sa nadmorskom visinom u celom opsegu. Zbog svoje fizičke blizine ekvatoru i Arabijskom moru, region doživljava toplu i vlažnu tropsku klimu tokom cele godine. Srednje temperature se kreću od 20 °C (68 °F) na jugu do 24 °C (75 °F) na severu. Subtropska ili umerena klima i povremene temperature blizu nule tokom zime se javljaju u regionima sa većim nadmorskim visinama. Najhladniji period u regionu je najvlažniji monsunski period u južnom delu planinskog venca. Godišnja količina padavina u ovom regionu je u proseku 100 cm (39 in) do 900 cm (350 in), sa prosečnom količinom padavina od 250 cm (98 in). Ukupna količina kiše ne zavisi od rasprostranjenosti područja; oblasti u severnoj Maharaštri dobijaju obilne padavine praćene dugim sušnim periodima, dok regioni bliže ekvatoru dobijaju manje godišnje padavine i imaju kišne periode koji traju nekoliko meseci u godini.

## Bioraznovrsnost
Sahjadri takođe ima izuzetnu bioraznolikost i visoku stopu endemizma, te je priznat kao jedan od osam vodećih svetskih „najtoplijih mesta” u pogledu biološke raznolikosti. Šume ovog gorja uključuju neke od najboljih predstavnika neekvatorske tropske zimzelene šume koje su i dom globalno ugrožene flore i faune. Tu obitava više od 5000 biljnih vrsta, 139 vrsta sisara (azijski slon, tigar, leopard, crni panter, usnati medved, divlja svinja, gaur (Bos gaurus), sambar (Rusa unicolor), indijski muntjak (Muntiacus muntjak), lavlji makaki (Macaca silenus), Nilgiri lengur (Trachypithecus johnii), Vrougtonov šišmiš (Otomops wroughtoni) i dr.), 508 vrsta ptica, 179 vrsta vodozemaca (više od 80% endema), 102 vrste riba (kao što su naduvače Tetraodon travancoricus i Carinotetraodon imitator), te 258 vrsta puževa iz 57 rodova i 24 porodica. Većina njih su endemske vrste, a najmanje 325 ih je kritično ugrožena vrsta. Takođe, štitorepe zmije (Uropeltidae) su gotovo potpuno ograničene na ovo gorje.
Tu se nalazi više zaštićenih područja od kojih su najpoznatiji:
| - Nacionalni park Eravikulam - Nacionalni park Kudremuk - Manavan Šola - Rezervat divljine Aralam - Rezervat divljine Badra - Rezervat divljine Brahmagiri | - Rezervat divljine Pušpagiri - Rezervat divljine Radanagari - Rezervat divljine Talakoveri - Šumsko područje Ačankovil - Šumski rezervat Atapadi - Šumski rezervat Balahali |

- Lavlji makaki
- Bengalski tigar u Rezervatu divljine Badra
- Šumski golub Nilgiri (Columba elphinstonii)
- Veliki indijski kljunorožac u Valparaiju
- Endemski puž
- Ljubičasta žaba (Nasikabatrachus sahyadrensis), živi fosil otkriven 2003.

## Literatura
- Nayar, T.S.; Rasiya Beegam, A; Sibi, M. (2014). Flowering Plants of the Western Ghats, India (2 Volumes). Thiruvananthapuram, India: Jawaharlal Nehru Tropical Botanic Garden and Research Institute. стр. 1700.
- Mahajan, Harshal. A rendezvous with Sahyadri
- Ingalhalikar, Shrikant. Flowers of Sahyadri. Corolla Publication; Pune
- Wikramanayake, Eric; Eric Dinerstein; Colby J. Loucks;  . (2002). Terrestrial Ecoregions of the Indo-Pacific: a Conservation Assessment. Washington, DC: Island Press..
- Kapadia, Harish. Trek the Sahyadris
- Daniels, R.J. Ranjit, Wildlife institute of India, "Biodiversity in the Western Ghats"
- Ajith Kumar, Sálim Ali Centre for Ornithology and Natural History, Coimbatore, India, Ravi Chellam, B.C.Choudhury, Divya Mudappa, Karthikeyan Vasudevan, N.M.Ishwar, Wildlife Institute of India, Dehra Dun, India, Barry Noon, Department of Fish and Wildlife Biology, Colorado State University, Fort Collins, U.S.A. (2002) "Impact of Rainforest Fragmentation on Small Mammals and Herpetofauna in the Western Ghats, South India", Final Report, pp. 146, illus. Full text retrieved 14 March 2007
- Verma Desh Deepak (2002) "Thematic Report on Mountain Ecosystems", Ministry of Environment and Forests,13pp, retrieved 27 March 2007 Thematic Report on Mountain Ecosystems Full text, detailed data, not cited.
- Abstracts, Edited by Lalitha Vijayan, Saconr. Vasudeva, University of Dharwad, Priyadarsanan, ATREE, Renee Borges, CES, ISSC, Jagdish Krishnaswamy, Atree & WCSP. Pramod, Sacon, Jagannatha Rao, R., FRLHTR. J. Ranjit Daniels, Care Earth, Compiled by S. Somasundaram, Sacon (1–2 December 2005) „Integrating Science and Management of Biodiversity in the Western Ghats” (PDF). Архивирано из оригинала (PDF) 11. 05. 2013. г. Приступљено 15. 12. 2018., 2nd National Conference of the Western Ghats Forum, Venue: State Forest Service College Coimbatore, Organized by Sálim Ali Centre for Ornithology and Natural History, Anaikatty, Coimbatore – 641108, India. Sponsored by Ministry of Environment and Forests, Government of India. Supported by The Arghyam Foundation, The Ford Foundation & Sir Dorabiji Trust Through Ashoka Trust for Research in Ecology and the Environment (ATREE)
- Shifting Cultivation, Sacred Groves and Conflicts in Colonial Forest Policy in the Western Ghats. M.D. Subash Chandran; Chapter 22